# Marc Baecke
Marc Baecke (ur. 24 lutego 1956 w Sint-Niklaas, zm. 21 stycznia 2017 w Beveren) – belgijski piłkarz grający na pozycji lewego obrońcy.

## Kariera klubowa
Karierę piłkarską Baecke rozpoczął w zespole KSK Beveren. W sezonie 1971/1972 zadebiutował w pierwszej lidze belgijskiej. W 1978 roku osiągnął z Beveren pierwszy sukces w karierze, gdy zdobył Puchar Belgii. W sezonie 1978/1979 przyczynił się do wywalczenia pierwszego w historii klubu mistrzostwa Belgii. W 1980 roku grał w Beveren w finale krajowego pucharu, a w 1983 roku zdobył go po raz drugi. W sezonie 1983/1984 wywalczył drugie w karierze mistrzostwo kraju, a latem sięgnął po Superpuchar Belgii. W 1985 roku znów zagrał w finale Pucharu Belgii, a w 1986 roku odszedł z Beveren do KV Kortrijk. W Kortrijk grał przez dwa lata. W 1988 roku zakończył karierę w wieku 32 lat.
| Sezon   | Klub        | Kraj   | Rozgrywki  | Mecze | Bramki |
| ------- | ----------- | ------ | ---------- | ----- | ------ |
| 1976/77 | KSK Beveren | Belgia | Division I | ?     | ?      |
| 1977/78 | KSK Beveren | Belgia | Division I | ?     | ?      |
| 1978/79 | KSK Beveren | Belgia | Division I | 33    | 1      |
| 1979/80 | KSK Beveren | Belgia | Division I | 26    | 0      |
| 1980/81 | KSK Beveren | Belgia | Division I | 23    | 0      |
| 1981/82 | KSK Beveren | Belgia | Division I | 32    | 2      |
| 1982/83 | KSK Beveren | Belgia | Division I | 33    | 1      |
| 1983/84 | KSK Beveren | Belgia | Division I | 32    | 1      |
| 1984/85 | KSK Beveren | Belgia | Division I | ?     | ?      |
| 1985/86 | KSK Beveren | Belgia | Division I | 21    | 0      |
| 1986/87 | KV Kortrijk | Belgia | Division I | 21    | 0      |
| 1987/88 | KV Kortrijk | Belgia | Division I | ?     | ?      |

## Kariera reprezentacyjna
W reprezentacji Belgii Baecke zadebiutował 21 grudnia 1977 roku w przegranym 0:1 towarzyskim spotkaniu z Włochami. W 1982 roku był w kadrze Belgii na Mistrzostwa Świata w Hiszpanii. Był tam podstawowym zawodnikiem i rozegrał 4 spotkań: z Argentyną (1:0), z Salwadorem (1:0 i gol w 25. minucie), z Węgrami (1:1) i z Polską (0:3). W 1984 roku został powołany do kadry Belgii na Euro 84, na którym był rezerwowym i nie rozegrał żadnego spotkania. Od 1977 do 1984 roku rozegrał w kadrze narodowej 15 meczów.